# Meerkerk
Meerkerk est un village qui fait partie de la commune de Vijfheerenlanden dans la province néerlandaise de Hollande-Méridionale. Le 1er janvier 2004, le village comptait 3 040 habitants.
Meerkerk a été une commune indépendante jusqu'au 1er janvier 1986. Elle a fusionné avec Hei- en Boeicop, Leerbroek, Lexmond, Ameide, Nieuwland et Tienhoven pour former la nouvelle commune de Zederik. Meerkerk est le chef-lieu de cette commune ; la nouvelle mairie s'y trouve.

## Histoire
Le nom apparaît pour la première fois dans une charte du Chapitre de Sainte Marie à Utrecht, en 1266 puis en 1267. Le village a été fondé vers l'an 1000 en tant qu'établissement de population. Il a probablement été nommé d'après un lopin de terre appelé het Meer (le lac), qui était proche d'une église (kerk en néerl.). L'église de Meerkerk a été construite vers 1400. En 1828, elle a été incendiée et reconstruite. Vers 1418, les seigneurs de Brederode dirigeaient la région. Ils ont gouverné le pays comme une seigneurie souveraine. Parfois, des batailles ont eu lieu entre les Brederode et les D'Arkel, dont Meerkerk était parfois l'enjeu.
En 1886, le canal de Merwede est creusé passant près de Meerkerk. Ce canal faisait partie d'une route Amsterdam - Gorinchem. Ce canal est toujours utilisé. Les anciens ponts dormants Meerkerk ont été remplacés par des ponts-levis modernes. L'un des derniers ponts à bateaux des Pays-Bas se trouve également à Meerkerk. Ce pont est maintenant une pièce de musée à Rotterdam. A Meerkerk, il y a une église réformée, avec un chœur gothique du XVe siècle. La ferme datée de 1640 et située sur la Zouwendijk, est monumentale.
La Zouwendijk est situé dans une zone marécageuse appelée la Zouwes. Une petite rivière, la Zederik, la traverse. La municipalité porte son nom. À Meerkerk, il y a aussi une petite écluse, la Zederiksluis.
Meerkerk faisait également partie d'une route principale qui traversait le village. Cette route faisait partie de la route Paris - Amsterdam et a été construite par Napoléon. L'histoire raconte que Napoléon a passé la nuit à Meerkerk lors d'un de ses voyages.

## Personnalités liées à Meerkerk
- Dirk Boellaard (1740-1826) homme politique néerlandais
- Govert Schilling (1956-), écrivain de vulgarisation scientifique et astronome amateur, est né à Meerkerk.